# Montigny-Montfort
Montigny-Montfort is een gemeente in het Franse departement Côte-d'Or (regio Bourgogne-Franche-Comté) en telt 290 inwoners (1999). De plaats maakt deel uit van het arrondissement Montbard.

## Geografie
De oppervlakte van Montigny-Montfort bedraagt 16,7 km², de bevolkingsdichtheid is 17,4 inwoners per km².
De onderstaande kaart toont de ligging van Montigny-Montfort met de belangrijkste infrastructuur en aangrenzende gemeenten.

## Demografie
Onderstaande figuur toont het verloop van het inwonertal (bron: INSEE-tellingen).